# Vae Solis
Pour les articles homonymes, voir Vae solis.
Albums de Scorn
Lick Forever Dog
(1992) Colossus
(1993)
Vae Solis est le premier album du groupe Scorn, mis en vente en 1992 par le label Earache Records en Angleterre et par le label Relativity Records aux États-Unis.
Les musiciens qui ont participé à la face A de l'album Scum de Napalm Death jouent sur cet album.

## Track list
1. "Spasm" – 2:49
2. "Suck and Eat You" – 3:48
3. "Hit" – 7:36
4. "Walls of My Heart" – 7:02
5. "Lick Forever Dog" – 6:29
6. "Thoughts of Escape" – 5:18
7. "Deep In - Eaten Over and Over" – 8:28
8. "On Ice" – 8:00
9. "Heavy Blood" – 5:41

Avec les extras suivants sur la version CD :
1. "Scum After Death (dub)" – 5:54
2. "Fleshpile (edit)" – 5:15
3. "Orgy of Holiness" – 4:48
4. "Still Life" – 4:13

## Personnes ayant travaillé sur l'album

### Membres du groupe
- Nicholas Bullen (en) : chant, guitare basse, synthétiseur, production, artwork
- Mick Harris : batterie, synthétiseur, chant, production

### Autres
- Justin Broadrick : guitare
- Paul Johnston : ingénieur du son
- Luton Sinfield : photographe
- Antz White : artwork